# Otolin
Otolin (biał. Атоліна, ros. Атолино) – agromiasteczko na Białorusi, w obwodzie mińskim, w rejonie mińskim, w sielsowiecie Siennica.
Dawniej zaścianek i folwark należące do dóbr Przyłuki. W czasach Rzeczypospolitej ziemie te leżały w województwie mińskim. Odpadły od Polski w wyniku II rozbioru. W granicach Rosji wieś należała do ujezdu mińskiego w guberni mińskiej. Ponownie pod polską administracją w latach 1919–1920 w okręgu mińskim Zarządu Cywilnego Ziem Wschodnich, następnie folwark w gminie Horodyszcze powiatu nowogródzkiego.